# Oleh Hoesjev
Oleh Anatolijovytsj Hoesjev (Oekraïens: Олег Анатолійович Гусєв) (Oblast Soemy, 25 april 1983) is een Oekraïens voetballer die uitkomt voor FC Dynamo Kiev, waar hij aanvoerder is. De middenvelder stond in 2014 veelvuldig in de aandacht om het ongeval tijdens de wedstrijd tegen Dnipro Dnipropetrovsk in 2014. Hoesjev kreeg een bijna fatale tik, waarbij hij dreigde zijn tong in te slikken. Hoesjev werd echter gered door Dzjaba Kankava, een middenvelder van Dnipro.

## Clubcarrière
Na een seizoen gespeeld te hebben voor Arsenal Kiev vertrok Hoesjev in 2003 naar Dynamo Kiev. Met deze club werd hij in 2004, 2007 en 2009, 2015 en 2016 kampioen van Oekraïne. Tevens won hij met de club uit Kiev vijfmaal de Oekraïense beker en vier keer de Oekraïense supercup.

## Interlandcarrière
Sinds 2003 komt Hoesjev uit in het Oekraïens voetbalelftal. Hij behoorde tot de selectie van Oekraïne voor het wereldkampioenschap voetbal 2006. Oekraïne werd in de kwartfinale met 3–0 uitgeschakeld door Italië. Hoesjev speelde op het EK 2012 in eigen land in alle drie groepswedstrijden. Op 19 mei 2016 werd hij opgenomen in de Oekraïense selectie voor het Europees kampioenschap voetbal 2016 in Frankrijk.

## Erelijst
Dynamo Kiev
- Landskampioen

2004, 2007, 2009, 2015, 2016
- Oekraïense beker

2005, 2006, 2007, 2014, 2015
- Oekraïense supercup

2004, 2006, 2007, 2009, 2011
Individueel
- Oekraïens voetballer van het jaar

2005
1 Boesjtsjan ·
2 Vivtsjarenko ·
3 Djatsjoek ·
4 Popov ·
6 Brazjko ·
7 Jarmolenko ·
9 Volosjyn ·
10 Sjaparenko ·
11 Vanat ·
15 Roebtsjynskyj ·
18 Andrijevskyj ·
20 Karavajev · 
22 Kabajev ·
23 Malysj ·
24 Tymtsjyk ·
28 Ceballos ·
29 Boejalskyj  ·
32 Mykhavko ·
35 Nesjtsjeret ·
39 Guerrero ·
40 Bilovar ·
44 Doebintsjak ·
45 Braharu ·
51 Morhoen ·
76 Pichaljonok ·
91 Mychaylenko ·
92 Ponomarenko ·
Coach: Sjovkovskyj
· Assistent-coach: Hoesjev
1 Bojko ·
2 Boetko ·
3 Chatsjeridi ·
4 Tymosjtsjoek ·
5 Koetsjer ·
6 Stepanenko ·
7 Jarmolenko ·
8 Zozoelja ·
9 Kovalenko ·
10 Konopljanka ·
11 Seleznjov ·
12 Pjatov ·
13 Sjevtsjoek ·
14 Rotan ·
15 Boedkivskyj ·
16 Sydortsjoek ·
17 Fedetskyj ·
18 Rybalka ·
19 Harmasj ·
20 Rakitskyj ·
21 Zintsjenko ·
22 Karavajev ·
23 Sjevtsjenko ·
Coach: Fomenko